# Stachel-Lattich

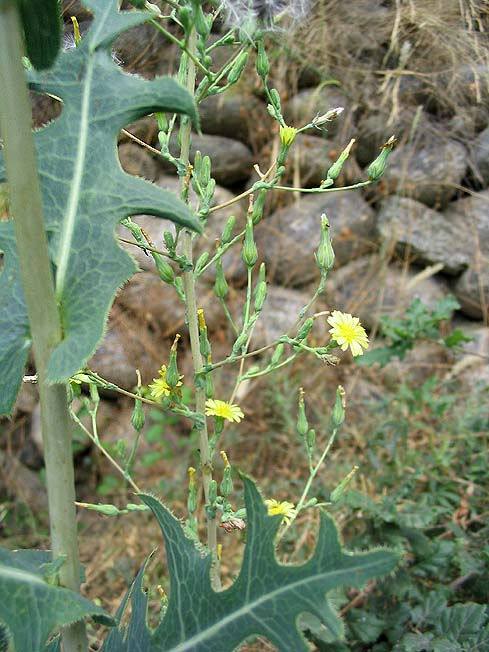
Stachel-Lattich

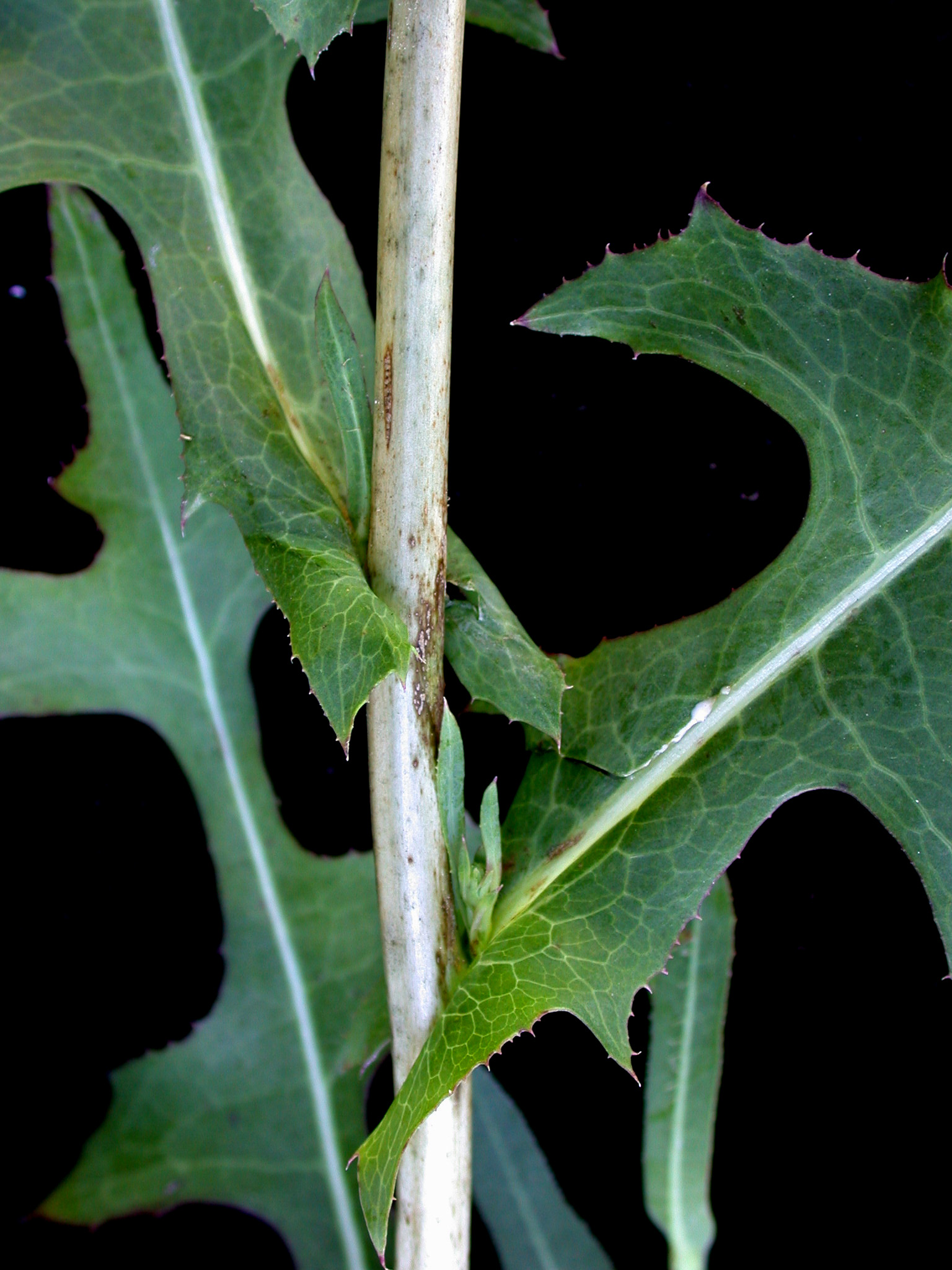
Blätter am Stängel

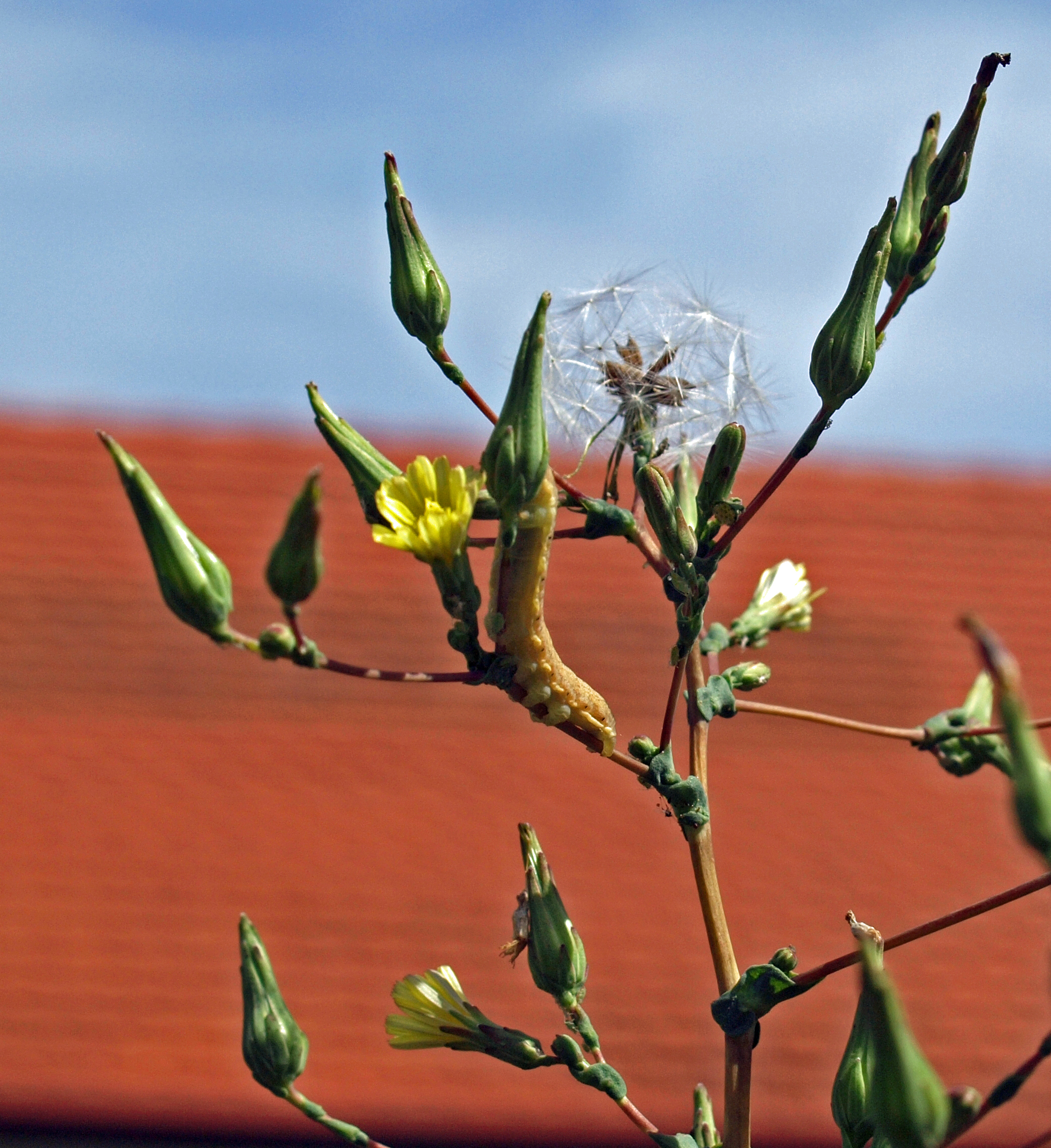
Blüten- und Fruchtstand mit Raupe der Kompasslatticheule

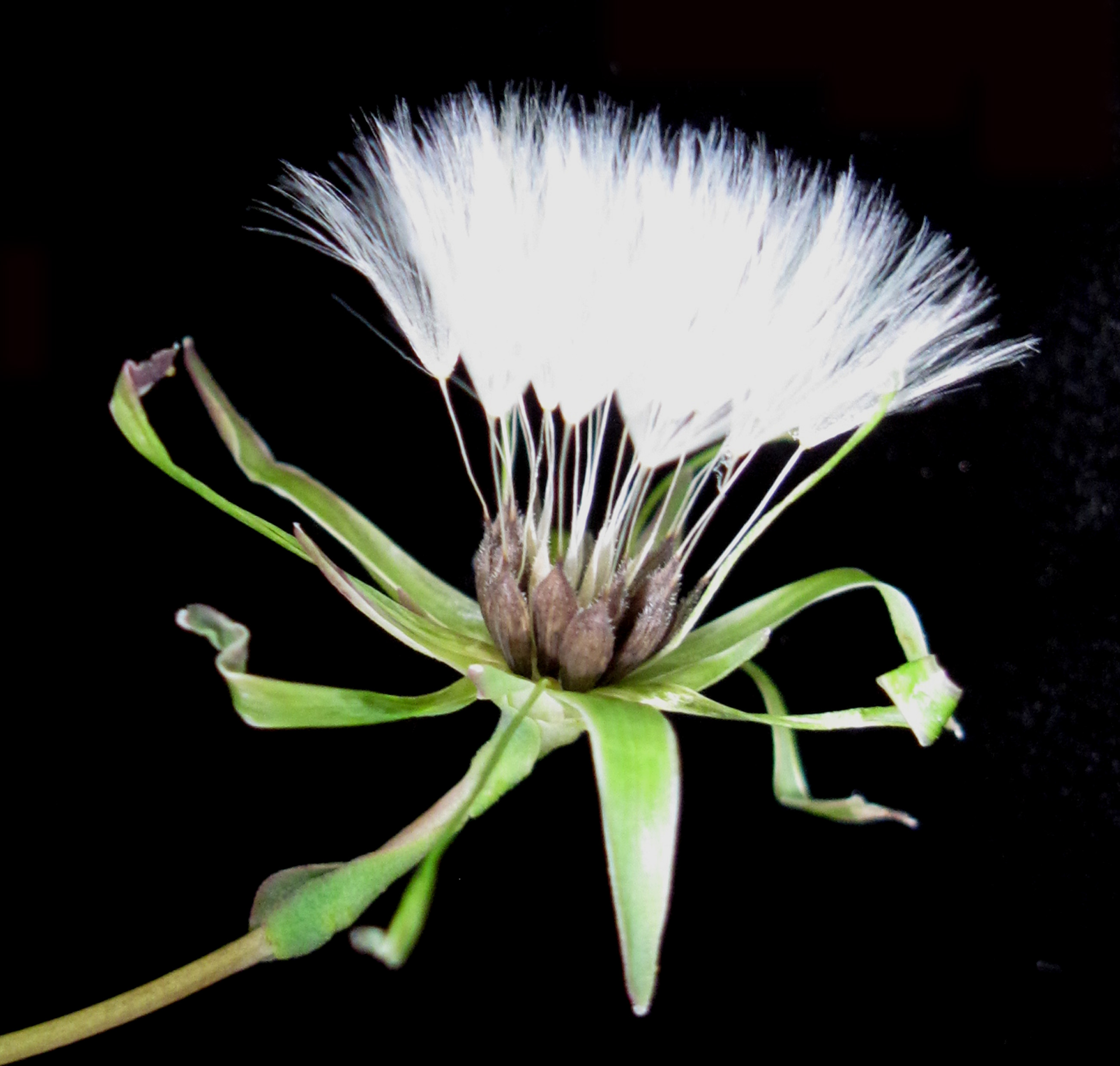
Fruchtstand

Der Stachel-Lattich (Lactuca serriola), auch Kompass-Lattich oder Zaun-Lattich genannt, ist eine Pflanzenart aus der Gattung Lattich (Lactuca) innerhalb der Familie der Korbblütler (Asteraceae).  

## Beschreibung

### Vegetative Merkmale
Der Stachel-Lattich ist eine einjährig überwinternde bis zweijährige krautige Pflanze, die Wuchshöhen von 30 bis 120 cm erreicht. Sie kann bis zu 2 m tiefe Wurzeln entwickeln. Die Pflanze führt einen weißen Latex, aus dem sich Naturkautschuk gewinnen lässt. Der Stängel ist steif aufrecht und im oberen Teil meist rispig verzweigt.
Die Pflanze hat am Stängel wechselständig verteilte Laubblätter, die mit ihrer Blattspreite oft senkrecht stehen und häufig nach Norden bzw. Süden weisen. Sie gilt daher als eine Kompasspflanze. Die Blätter sind tief buchtig gelappt (Typusform: forma serriola) oder lanzettlich und ungelappt (forma integrifolia), der Blattrand ist immer mehr oder weniger grob dornig gezähnt. Die Stacheln auf der Mittelrippe sind länger als ihr gegenseitiger Abstand. 

### Generative Merkmale
An einer Pflanze stehen viele körbchenförmige Blütenstände in einem rispigen Gesamt-Blütenstand.  Die Äste sind mit zahlreichen Körbchen und pfeilförmigen Schuppenblättern besetzt. Die Hülle ist schmal walzlich, 8 bis 12 Millimeter lang und zur Fruchtzeit am Grund etwas bauchig. Die Blütenkörbchen enthalten nur 12 bis 20 Zungenblüten. Die verwachsenen Kronblätter sind gelb und ungleich violett überlaufen. Die hell graubraunen Achänen sind rau und etwa 2,5 bis 3,5 mm lang, mit einem weißen, (3 bis) 4 bis 5 mm langen Pappus.
Die Pflanze blüht von Juli bis September.
Die Chromosomenzahl beträgt 2n = 18.

## Verbreitung und Standorte
Das Verbreitungsgebiet des Stachel-Lattichs reicht in Süd-Nord-Richtung von Äthiopien und dem Mittelmeergebiet nach Norden bis in die Gemäßigte Zone; dort konzentrieren sich die Vorkommen auf Tieflagen und Wärmegebiete. Die Art ist auch in Deutschland weit verbreitet. In West-Ost-Richtung reicht das Verbreitungsareal von den atlantischen Inseln bis zur Mongolei, Xinjiang in West-China, Afghanistan und Nord-Indien. Der Stachel-Lattich wurde im südlichen Afrika, in Ost-Asien, Australien, Neuseeland, Nordamerika und im Süden Südamerikas eingeschleppt. Er steigt in Tirol bis 990 Meter, im Kanton Wallis bis 1560 Meter Meereshöhe auf.
Der Stachel-Lattich kommt häufig in sonnigen, lückigen Unkrautfluren, an Wegrändern, Schutt- und Trümmerplätzen, in Bahn- und Verladungsanlagen, an Mauern, Dämmen und in Hecken vor. Er ist eine Charakterart der Pflanzengesellschaften des Conyzo-Lactucetum serriolae oder des Lactuco-Sisymbretum altissimi aus dem Sisymbrion-Verband, kommt aber auch in Gesellschaften der Verbände Dauco-Melilotion oder Convolvulo-Agropyrion vor. Er bevorzugt trockene, nährstoffreiche Böden an warmen, sonnigen Standorten.
Die ökologischen Zeigerwerte nach Landolt et al. 2010 sind in der Schweiz: Feuchtezahl F = 2 (mäßig trocken), Lichtzahl L = 4 (hell), Reaktionszahl R = 4 (neutral bis basisch), Temperaturzahl T = 4+ (warm-kollin), Nährstoffzahl N = 4 (nährstoffreich), Kontinentalitätszahl K = 4 (subkontinental), Salztoleranz = 1 (tolerant).
Nach Ellenberg ist der Stachel-Lattich eine Volllichtpflanze, ein Wärmezeiger und eine Verbandscharakterart annueller Ruderalgesellschaften in gemäßigt warmem Klima (Sisymbrion).

## Systematik
Lactuca serriola wurde 1756 durch Carl von Linné in Centuria II. Plantarum erstveröffentlicht. Ein wichtiges, 1763 veröffentlichtes Synonym, mit dem alten mittellateinischen Pflanzennamen scariola (laut Zekert Gemeine Wegwarte oder Endivie) als Artepitheton, ist Lactuca scariola L.
Der Stachel-Lattich ist die (früher auch Lactuca sylvestris genannte) Stammpflanze unseres Gartensalates (Lactuca sativa). Genetische Untersuchungen zeigen so große Ähnlichkeiten zwischen der Kulturform Lactuca sativa und der Wildform Lactuca serriola, dass eine Aufspaltung in zwei Arten nicht gerechtfertigt erscheint.
Die Form der Stängelblätter von Lactuca serriola f. serriola und f. integrifolia (S. F. Gray) S. D. Prince & R. N. Carter ist erblich und nicht durch Übergänge verbunden. Pflanzen mit beiden Blattformen kommen regional gehäuft, manchmal aber auch nebeneinander am selben Wuchsort vor.

## Ökologie
Diese Art verfügt über eine ausgeprägte Anpassung an Trockenheit und Sonneneinstrahlung: Blätter an sonnigen Stellen befinden sich in „Kompass-Stellung“: Die Spreite steht senkrecht, ihre Schmalseite ist in Nord-Süd-Richtung ausgerichtet, parallel zur Sonneneinstrahlung. Damit sind die Blattspreiten dem weniger intensiven Sonnenlicht des Vor- und Nachmittags voll ausgesetzt. Beim mittäglichen Sonnenhöchststand weisen aber die Blattkanten der Sonne entgegen.
Da der Stachel-Lattich je nach Standort Unterschiede in der Blattausrichtung aufweist, dürfte hier ein Tropismus vorliegen. Im Schatten stehende Pflanzen zeigen nämlich keine solche Ausrichtung der Blattspreiten, es kann in Hanglage sogar vorkommen, dass die beschatteten Blätter horizontal orientiert sind, die besonnten Blätter aber die senkrechte Nord-Süd-Richtung aufweisen.
Die Umorientierung der Blattspreite kommt bei Kompasspflanzen durch eine Wachstums- und Torsionsbewegung des Blattstiels zustande. Daher bleibt die Spreitenstellung nach Abschluss des Wachstums erhalten.
Die Bestäubung der Blüten erfolgt durch Insekten, auch Selbstbestäubung findet statt.

### Fressfeinde und Parasiten
Der Stachel-Lattich ist die Futterpflanze für die Kompasslatticheule (Hecatera dysodea) und für den Lattich-Mönch (Cucullia lactucae). Während die Raupen der Kompasslatticheule eher unscheinbar grün bis hellbraun sind, zeigen die Raupen des Lattich-Mönchs eine auffallende weiß-gelb-schwarze Färbung.
Die folgenden Pilze parasitieren auf dem Stachel-Lattich, nämlich die Mehltau-Arten Golovinomyces cichoracearum, Bremia lactucae und Sphaerotheca fusca sowie die beiden Rostpilze Puccinia opizii (mit Wirtswechsel auf Seggen) und Puccinia maculosa (ohne Wirtswechsel).